# Paul Durand-Ruel
Paul Durand-Ruel (ur. 31 października 1831 w Paryżu, zm. 5 lutego 1922 tamże) – francuski marszand i kolekcjoner szczególnie związany z impresjonistami. Był jednym z pierwszych nowoczesnych marszandów, którzy wspierali malarzy, pomagając im materialnie i organizując indywidualne wystawy.

## Życiorys
Paul Durand-Ruel w 1865 roku przejął rodzinny interes po ojcu, który również był marszandem. W latach 60. i wczesnych 70. XIX wieku wspierał i jednocześnie handlował obrazami barbizończyków. Bardzo szybko nawiązał również kontakty z malarzami, znanymi później jako impresjoniści.
W czasie wojny francusko-pruskiej Durand-Ruel opuścił Paryż udając się do Londynu, gdzie spotkał wielu francuskich artystów, włączając Claude’a Moneta, Camille’a Pissarro i Charlesa-François Daubigny.
Już we wczesnych latach 70. XIX wieku wyczuł potencjał sztuki impresjonistów, pierwsza wielka wystawa ich prac miała miejsce w jego galerii w Londynie w 1872 roku. Później ich wystawy organizował również w Paryżu, a nawet w Nowym Jorku, czym przyczynił się do popularności impresjonizmu w Stanach Zjednoczonych.
W czasie kolejnych trzech dekad Paul Durand-Ruel stał się najbardziej znanym i najważniejszym obrońcą impresjonistów na świecie, w czasach kiedy ich sztuka nie była jeszcze powszechnie doceniana. Do najbardziej znanych artystów, zawdzięczających wiele Durand-Ruelowi należą: Edgar Degas, Édouard Manet, Claude Monet, Berthe Morisot, Camille Pissarro, Pierre-Auguste Renoir, Alfred Sisley.